# Niedziały (gmina Barciany)
Niedziały (niem. Elisenthal) – wieś w Polsce, położona w województwie warmińsko-mazurskim, w powiecie kętrzyńskim, w gminie Barciany. Wchodzi w skład sołectwa Winda.
W latach 1975–1998 wieś administracyjnie należała do województwa olsztyńskiego.

## Integralne części wsi
| SIMC    | Nazwa      | Rodzaj     |
| ------- | ---------- | ---------- |
| 0469412 | Niedziałki | przysiółek |

## Historia
Miejscowość powstała w XIX wieku.
W roku 1913 Niedziały jako folwark wchodziły w skład majątku ziemskiego Skierki. Wieś została rozparcelowana w 1929 roku. Pozostała resztówka po folwarku o powierzchni 4 mórg i powstały 24 gospodarstwa o powierzchni od 30 do 80 mórg każde.